# حمراوية
حُمْرَاوِيَّة (الاسم العلمي: Tremellaceae)، فصيلة فطور من رتبة الحمراويات وطائفة الحمراوات.
تضم الفصيلة حاليًا 18 جنسًا (بالإضافة إلى المرادفات) ونحو 250 نوعًا صالحًا. تشمل الأجناس الهامة حمرية (Tremella)، نوعان منها صالحان للأكل ومزروعان تجاريًا
، وجنس الخميرة Cryptococcus، العديد من أنواعها من مسببات الأمراض البشرية، تُسبب داء المستخفيات.